# Erquinghem-Lys
Erquinghem-Lys é uma comuna francesa na região administrativa de Altos da França, no departamento do Norte. Estende-se por uma área de 8.94 km². Em 2010 a comuna tinha 5 333 habitantes (densidade: 596,5 hab./km²).